# Bazon Brock

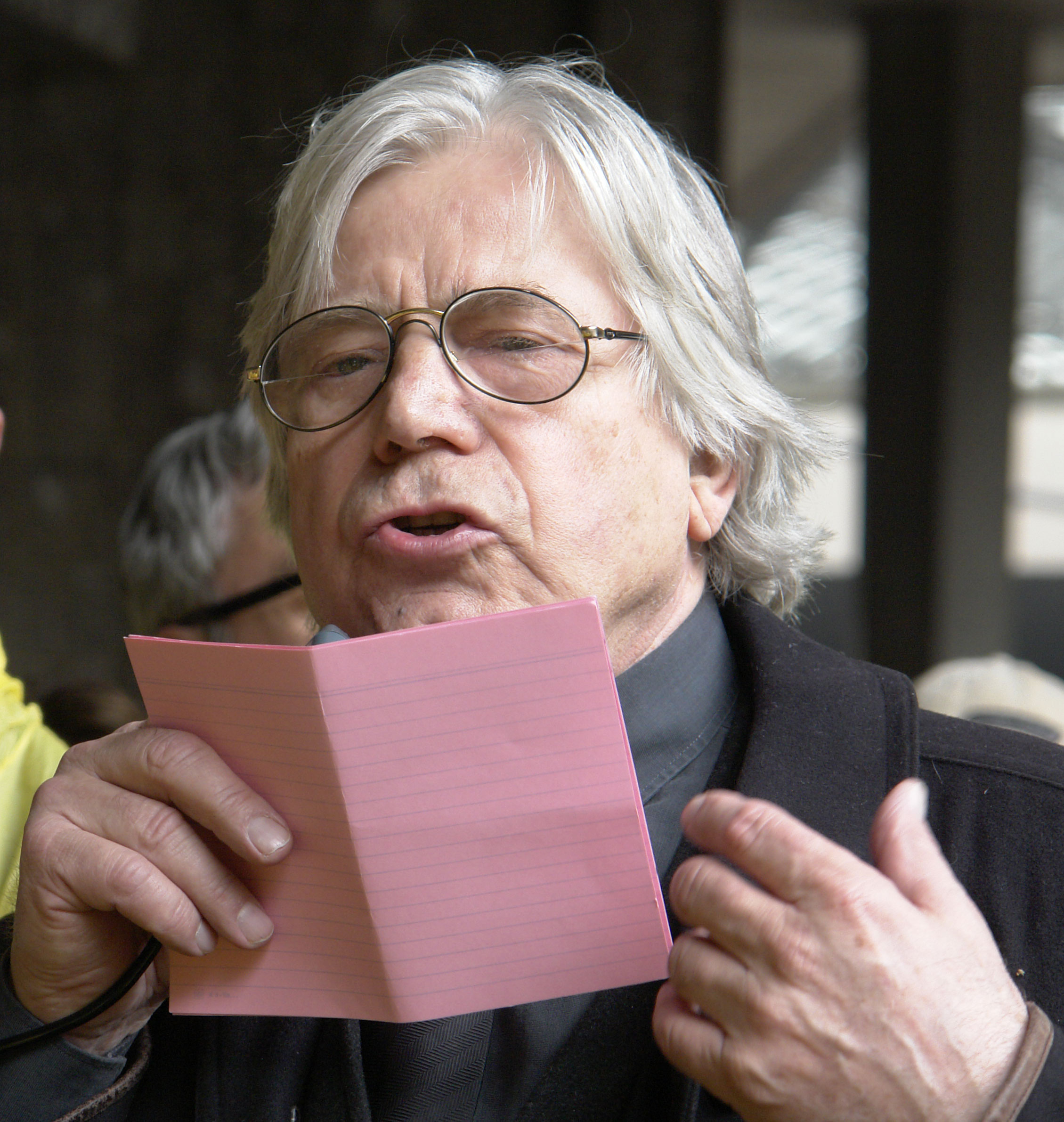
Bazon Brock den 1 maj 2006 i Köln i samband med sin utställning på Museum Ludwig.

Bazon Brock, (ursprungligen Jürgen Johannes Hermann Brock) född 2 juni 1936 i Słupsk i Pommern, är professor emeritus i estetik och kulturförmedling vid Bergische Universität i Wuppertal, konstnär och konstteoretiker. Han räknas som företrädare för fluxus-rörelsen.

## Verksamhet
Brock utbildade sig i dramaturgi efter studenten och arbetade från 1960 som dramaturg, med början vid Stadttheater i Luzern. På 1960-talet deltog han tillsammans med bland andra Friedensreich Hundertwasser, Joseph Beuys och Wolf Vostell i diverse happenings. 1975 ingick han i den första juryn för det nyinstiftade, tyska litteraturpriset Petrarca-Preis.

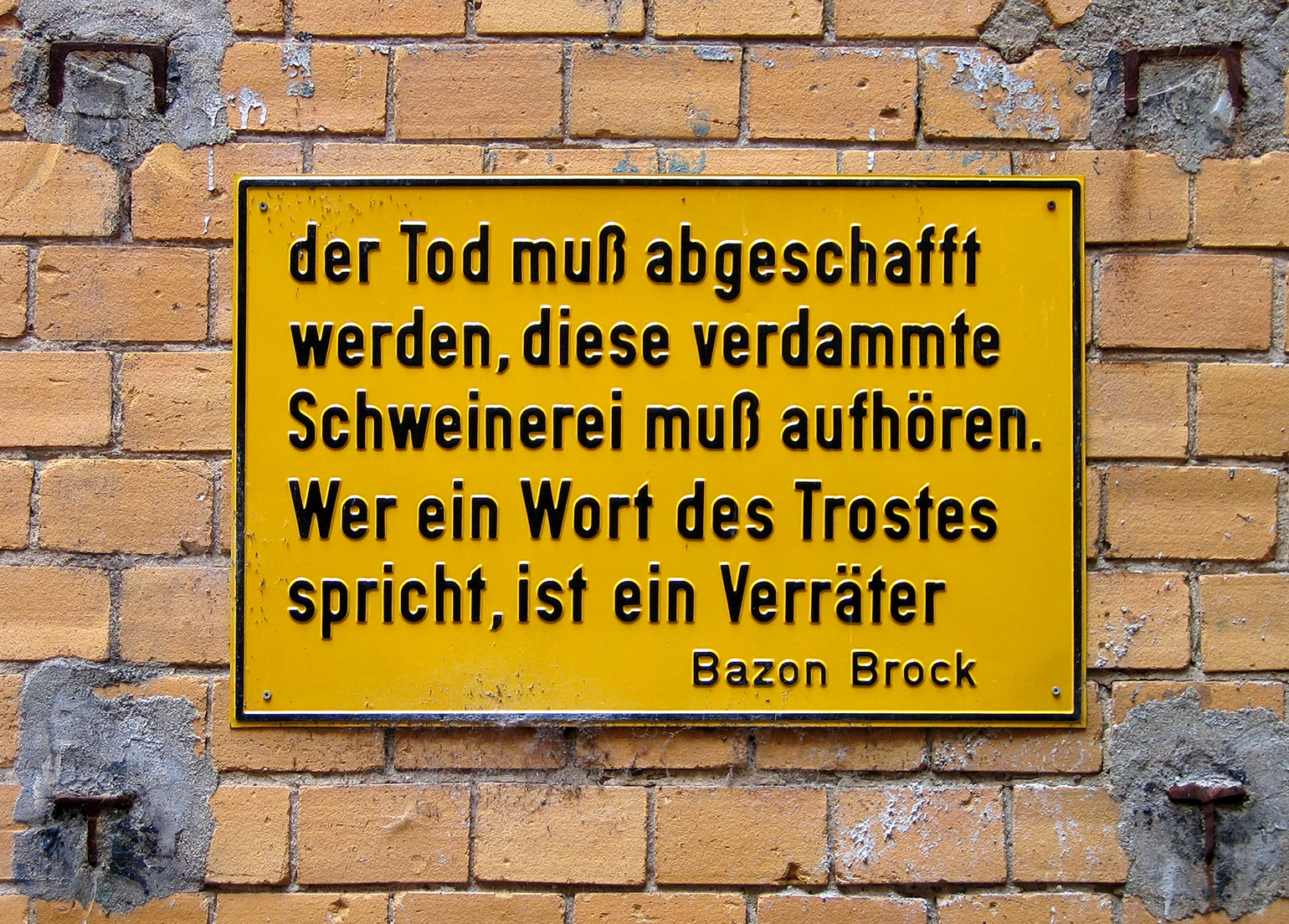
Citat av Bazon Brock på en bakgård i Berlin. "Döden måste avskaffas, detta fördömda svineri måste upphöra. Den som yttrar ett ord till tröst är en förrädare."

## Utgåvor

### Skrifter
- Ästhetik gegen erzwungene Unmittelbarkeit. Die Gottsucherbande. Schriften 1978–1986. (DuMont Buchverlag, Köln 1986) ISBN 3-7701-1976-2
- Der Barbar als Kulturheld. (Dumont Literatur und Kunst Verlag, Köln 2002) ISBN 3-8321-7149-5
- Ich bin kein Dichter - ich fühle den Schmerz - R.D. Brinkmann liess die Fetzen fliegen wie die Buddhisten ihre Gebetsfähnchen Ett bidrag till Karl-Eckhard Carius (red.): Brinkmann: Schnitte im Atemschutz (2008) ISBN 978-3-88377-938-6

### Videodokumentationer
- Bazon Brock. Mann mit Mission. Universalpoet und Prognostiker. Filmbox med 16 DVD:s. (Verlag und Datenbank für Geisteswissenschaften VDG Weimar 2010) ISBN 978-3-89739-688-3

### Fotnoter
1. ↑  Öknamnet "Bazon", som betyder "pratmakare" på grekiska, fick han av sin latinlärare på gymnasiet.
2. ↑  Walter-Bolhöfer: Bazon Brock: Künstler, Kämpfer, Kritiker. (2007) s. 8
3. ↑  Hartmanns Kunstlexikon